# Grațian Sepi
Grațian Sepi (30 de desembre de 1910 - 6 de març de 1977) fou un futbolista romanès.
Va formar part de l'equip romanès a la Copa del Món de 1934.